# Cinclocerthia
Cinclocerthia – rodzaj ptaków z rodziny przedrzeźniaczy (Mimidae).

## Występowanie
Rodzaj obejmuje gatunki występujące na Małych Antylach.

## Morfologia
Długość ciała 23–26 cm, masa ciała 43–76,2 g.

## Systematyka

### Etymologia
- Cinclocerthia: nowołacińskie cinclus – „drozd” < greckie κιγκλος kinklos – nieznany przybrzeżny ptak; rodzaj Certhia Linnaeus, 1758, pełzacz[6].
- Stenorhynchus: Greckie στηνος stēnos – „wąski, cienki”; ῥυγχος rhunkhos – „dziób”[7]. Gatunek typowy: Stenorhynchus ruficauda Gould.

### Podział systematyczny
Do rodzaju należą następujące gatunki:
- Cinclocerthia ruficauda (Gould, 1836) – dygacz brunatny
- Cinclocerthia gutturalis (Lafresnaye, 1843) – dygacz szary